# Ikuo Sakurai
Ikuo Sakurai (jap. 櫻井 郁雄, Sakurai Ikuo; * um 1955) ist ein  japanischer Jazzmusiker (Kontrabass).
Ikuo Sakurai arbeitete ab den 1970er-Jahren in der japanischen Jazzszene; erste Aufnahmen entstanden 1978 mit dem Saxophonisten Mabumi Yamaguchi (Leeward). In den 1980er-Jahren war Mitglied des Trios von Fumio Karashima, zu hören auf dessen Alben Round Midnight (1983, mit Larry Coryell), I Used to Be Alone (1984), Joy (1989) und I Love You (1991, mit Masahiro Fujioka und Toshihiko Inoue).
Daneben spielte Sakurai in dieser Zeit auch mit Takashi Furuya, Tamami Koyake, Masami Nakagawa, Hiroko Kokubu, Mari Nakamoto, Masami Nakagawa und Hidefumi Toki. In den 90ern bildete er mit Hideo Ichikawa und Masahiko Togashi das Spirits Trio (Album Jazz, 1994). Im Bereich des Jazz war er zwischen 1978 und 1996 an 21 Aufnahmesessions beteiligt, zuletzt mit der Pianistin Hiroko.